# Sinagovți, Vidin
Sinagovți (în bulgară Синаговци) este un sat în comuna Vidin, regiunea Vidin,  Bulgaria. 

## Demografie
Componența etnică a satului Sinagovți
     Nicio identificare (2,65%)
     Bulgari (95,9%)
     Romi (1,44%)
     Turci (0%)
La recensământul din 2011, populația satului Sinagovți era de 415 locuitori. Din punct de vedere etnic, majoritatea locuitorilor (95,9%) erau bulgari, cu o minoritate de romi (1,44%). Pentru 2,65% din locuitori nu este cunoscută apartenența etnică.